# Megalopta sulciventris
Megalopta sulciventris là một loài Hymenoptera trong họ Halictidae. Loài này được Friese mô tả khoa học năm 1926.